# Segunda Categoría del Guayas 2015
El torneo provincial de Segunda Categoría de Guayas 2015 fue un torneo de fútbol en Ecuador en el cual compitieron equipos de la provincia de Guayas. El torneo fue organizado por Asociación de Fútbol del Guayas (AFG) y avalado por la Federación Ecuatoriana de Fútbol. El torneo dio inicio el 16 de mayo de 2015 y finalizó el 19 de julio del mismo año. Participaron 22 clubes de fútbol y entregó 2 cupos al zonal de ascenso de la Segunda Categoría nacional 2015 por el ascenso a la Serie B.

## Sistema de campeonato
El sistema determinado por la Asociación de Fútbol del Guayas fue el siguiente:
- Primera fase: Los 22 clubes fueron divididos en 3 grupos de, 2 grupos de 7 equipos y un grupo de 8, se jugaron 6 fechas en un sistema de todos contra todos, solo partidos de ida, donde los 2 primeros de cada grupo pasaron a la siguiente ronda.

- Segunda fase: Se ubicaron 2 grupos de 3 clubes de acuerdo a la ubicación, partidos ida y vuelta, clasificaron a la final y zonal los clubes ubicados, en el primer puesto de cada grupo
  - Grupo A
    - Primer Mejor Primero
    - Segundo Mejor Segundo
    - Tercer Mejor Segundo

  - Grupo B
    - Segundo Mejor Primero
    - Tercer Mejor Primero
    - Primer Mejor Segundo

- Tercera fase: Se jugó un partido play-off entre los dos equipos clasificados a los zonales para determinar al campeón y vicecampeón provincial.

## Equipos participantes
| Equipos participantes                        | Equipos participantes | Equipos participantes         |
| -------------------------------------------- | --------------------- | ----------------------------- |
|                                              |                       |                               |
| Equipo                                       | Ciudad                | Estadio                       |
| 9 de Octubre Fútbol Club                     | Guayaquil             | Estadio Alejandro Ponce Noboa |
| Club Sport Patria                            | Samborondón           | Estadio Arenas de Samborondón |
| Club Deportivo Everest                       | Guayaquil             | Estadio Alejandro Ponce Noboa |
| Calvi Fútbol Club                            | Guayaquil             | Estadio Alejandro Ponce Noboa |
| Panamá Sporting Club                         | Guayaquil             | Estadio Alejandro Ponce Noboa |
| Club Sport Norte América                     | Guayaquil             | Estadio Alejandro Ponce Noboa |
| Club Deportivo Academia Alfaro Moreno        | Guayaquil             | Estadio Alejandro Ponce Noboa |
| Club Social, Cultural y Deportivo ESPOL      | Guayaquil             | Estadio Alejandro Ponce Noboa |
| Liga Deportiva Estudiantil                   | Guayaquil             | Estadio Alejandro Ponce Noboa |
| Liga Deportiva Universitaria de Guayaquil    | Guayaquil             | Estadio Universitario (UG)    |
| Club Sport Estudiantes del Guayas            | Guayaquil             | Estadio Alejandro Ponce Noboa |
| Asociación Deportiva Naval                   | Guayaquil             | Estadio Alejandro Ponce Noboa |
| Club Social, Cultural y Deportivo Fedeguayas | Guayaquil             | Estadio Alejandro Ponce Noboa |
| Club Social Cultural y Deportivo Don Café    | Guayaquil             | Estadio Alejandro Ponce Noboa |
| Club Social y Deportivo Paladín "S"          | Durán                 | Estadio Alejandro Ponce Noboa |
| Club Deportivo Sur y Norte                   | Guayaquil             | Estadio Alejandro Ponce Noboa |
| Rocafuerte Fútbol Club                       | Guayaquil             | Estadio Complejo La Cemento   |
| Club Deportivo Banife                        | Daule                 | Estadio Los Daulis            |
| Guayaquil Sport Club                         | Guayaquil             | Estadio Alejandro Ponce Noboa |
| Club Atlético Milagro                        | Milagro               | Estadio Alejandro Ponce Noboa |
| Valdez Sporting Club                         | Durán                 | Estadio Pablo Sandiford       |
| Guayaquil Fútbol Club                        | Guayaquil             | Estadio Alejandro Ponce Noboa |

## Equipos por Cantón
| Cantón      | N.º | Equipos |
| ----------- | --- | --- |
| Guayaquil   | 17  | - Academia Alfaro Moreno - A.D. Naval - 9 de Octubre F.C. - Calvi F.C. - Don Café - Estudiantes del Guayas - ESPOL - Everest - Fedeguayas - Guayaquil F.C. - Guayaquil Sport - L.D. Estudiantil - Liga de Guayaquil - Norte América - Panamá S.C. - Rocafuerte F.C. - Sur y Norte |
| Durán       | 2   | - Valdez S.C. - Paladín "S" |
| Milagro     | 1   | - Atlético Milagro |
| Samborondón | 1   | - C.S. Patria |
| Daule       | 1   | - Banife |

## Primera fase

### Grupo 1

#### Clasificación
|  |    | Equipo                 | PJ | PG | PE | PP | GF | GC | DG  | PTS |
|  | -- | ---------------------- | -- | -- | -- | -- | -- | -- | --- | --- |
|  | 1. | Guayaquil Sport        | 6  | 4  | 2  | 0  | 26 | 2  | +24 | 14  |
|  | 2. | Academia Alfaro Moreno | 6  | 4  | 1  | 1  | 17 | 2  | +15 | 13  |
|  | 3. | Valdez S.C.            | 6  | 3  | 1  | 2  | 15 | 8  | +7  | 10  |
|  | 4. | ESPOL                  | 6  | 3  | 1  | 2  | 10 | 15 | -5  | 10  |
|  | 5. | 9 de Octubre F.C.      | 6  | 2  | 0  | 4  | 9  | 23 | -14 | 6   |
|  | 6. | L.D. Estudiantil       | 5  | 1  | 1  | 3  | 5  | 14 | -9  | 4   |
|  | 7. | Paladín "S"            | 5  | 0  | 0  | 5  | 4  | 22 | -18 | 0   |

|  | Clasificado a la Segunda etapa |

#### Evolución de la clasificación
| Equipo / Jornada       | 01 | 02 | 03 | 04 | 05 | 06 | 07 |
| ---------------------- | -- | -- | -- | -- | -- | -- | -- |
| Guayaquil Sport        | 1  | 1  | 3  | 1  | 1  | 1  | 1  |
| Academia Alfaro Moreno | 5  | 6  | 2  | 2  | 2  | 2  | 2  |
| Valdez S.C.            | 2  | 3  | 5  | 6  | 4  | 4  | 3  |
| ESPOL                  | 3  | 2  | 1  | 3  | 3  | 3  | 4  |
| 9 de Octubre F.C.      | 7  | 4  | 6  | 4  | 5  | 5  | 5  |
| L.D. Estudiantil       | 4  | 5  | 4  | 5  | 6  | 6  | 6  |
| Paladín "S"            | 6  | 7  | 7  | 7  | 7  | 7  | 7  |

#### Resultados
|  | 9 de Octubre F.C. | 0 - 5 | Guayaquil Sport        |  | Complejo AsoGuayas Cancha #2 | 16 de mayo | 09:00 |
|  | Valdez S.C.       | 5 - 2 | Paladín "S"            |  | Pablo Sandiford              | 16 de mayo | 12:00 |
|  | L.D. Estudiantil  | 2 - 2 | ESPOL                  |  | Complejo AsoGuayas Cancha #2 | 16 de mayo | 13:00 |
|  | Libre:            | -     | Academia Alfaro Moreno |  | -----                        | -----      | ----- |

|  | ESPOL           | 2 - 1 | Valdez S.C.            |  | Complejo AsoGuayas Cancha #1 | 20 de mayo | 09:00 |
|  | Paladín "S"     | 1 - 2 | 9 de Octubre F.C.      |  | Complejo AsoGuayas Cancha #3 | 20 de mayo | 09:00 |
|  | Guayaquil Sport | 0 - 0 | Academia Alfaro Moreno |  | Complejo AsoGuayas Cancha #2 | 20 de mayo | 13:00 |
|  | Libre:          | -     | L.D. Estudiantil       |  | -----                        | -----      | ----- |

|  | 9 de Octubre F.C.      | 3 - 4 | ESPOL            |  | Complejo AsoGuayas Cancha #2 | 24 de mayo | 09:00 |
|  | Academia Alfaro Moreno | 5 - 0 | Paladín "S"      |  | Complejo AsoGuayas Cancha #3 | 24 de mayo | 09:00 |
|  | Valdez S.C.            | 2 - 3 | L.D. Estudiantil |  | Pablo Sandiford              | 24 de mayo | 10:00 |
|  | Libre:                 | -     | Guayaquil Sport  |  | -----                        | -----      | ----- |

|  | ESPOL            | 0 - 1 | Academia Alfaro Moreno |  | Alejandro Ponce Noboa        | 30 de mayo | 09:00 |
|  | L.D. Estudiantil | 0 - 4 | 9 de Octubre F.C.      |  | Alejandro Ponce Noboa        | 30 de mayo | 13:00 |
|  | Paladín "S"      | 1 - 8 | Guayaquil Sport        |  | Complejo AsoGuayas Cancha #1 | 30 de mayo | 13:00 |
|  | Libre:           | -     | Valdez S.C.            |  | -----                        | -----      | ----- |

|  | 9 de Octubre F.C.      | 0 - 4 | Valdez S.C.      |  | Complejo AsoGuayas Cancha #2 | 3 de junio | 09:00 |
|  | Academia Alfaro Moreno | 2 - 0 | L.D. Estudiantil |  | Alejandro Ponce Noboa        | 3 de junio | 11:00 |
|  | Guayaquil Sport        | 8 - 0 | ESPOL            |  | Alejandro Ponce Noboa        | 3 de junio | 13:00 |
|  | Libre:                 | -     | Paladín "S"      |  | -----                        | -----      | ----- |

|  | ESPOL            | 2 - 0 | Paladín "S"            |  | Complejo AsoGuayas Cancha #2 | 7 de junio | 15:00 |
|  | L.D. Estudiantil | 0 - 4 | Guayaquil Sport        |  | Complejo AsoGuayas Cancha #3 | 7 de junio | 15:00 |
|  | Valdez S.C.      | 2 - 0 | Academia Alfaro Moreno |  | Pablo Sandiford              | 7 de junio | 15:00 |
|  | Libre:           | -     | 9 de Octubre F.C.      |  | -----                        | -----      | ----- |

|  | Guayaquil Sport        | 1 - 1 | Valdez S.C.       |  | Alejandro Ponce Noboa        | 14 de junio    | 11:00 |
|  | Academia Alfaro Moreno | 9 - 0 | 9 de Octubre F.C. |  | Complejo AsoGuayas Cancha #2 | 14 de junio    | 11:00 |
|  | Paladín "S"            | -     | L.D. Estudiantil  |  | - - - -                      | No se programó | --:-- |
|  | Libre:                 | -     | ESPOL             |  | -----                        | -----          | ----- |

### Grupo 2

#### Clasificación
|  |    | Equipo           | PJ | PG | PE | PP | GF | GC | DG  | PTS |
|  | -- | ---------------- | -- | -- | -- | -- | -- | -- | --- | --- |
|  | 1. | Rocafuerte F.C.  | 6  | 5  | 1  | 0  | 39 | 3  | +36 | 16  |
|  | 2. | FedeGuayas       | 6  | 3  | 3  | 0  | 31 | 2  | +29 | 12  |
|  | 3. | Everest          | 6  | 4  | 0  | 2  | 15 | 10 | +5  | 12  |
|  | 4. | Guayaquil F.C.   | 5  | 2  | 1  | 2  | 13 | 10 | +3  | 7   |
|  | 5. | Calvi F.C.       | 6  | 2  | 1  | 3  | 14 | 15 | -1  | 7   |
|  | 6. | Don Café         | 5  | 1  | 0  | 4  | 1  | 34 | -33 | 3   |
|  | 7. | C.D. Sur y Norte | 6  | 0  | 0  | 6  | 2  | 41 | -39 | 0   |

|  | Clasificado a la Segunda etapa |

#### Evolución de la clasificación
| Equipo / Jornada | 01 | 02 | 03 | 04 | 05 | 06 | 07 |
| ---------------- | -- | -- | -- | -- | -- | -- | -- |
| Rocafuerte F.C.  | 5  | 3  | 2  | 2  | 1  | 1  | 1  |
| FedeGuayas       | 3  | 1  | 1  | 1  | 2  | 2  | 2  |
| Everest          | 2  | 4  | 3  | 4  | 3  | 3  | 3  |
| Guayaquil F.C.   | 4  | 6  | 6  | 5  | 5  | 5  | 4  |
| Calvi F.C.       | 1  | 2  | 4  | 3  | 4  | 4  | 5  |
| Don Café         | 6  | 5  | 5  | 6  | 6  | 6  | 6  |
| C.D. Sur y Norte | 7  | 7  | 7  | 7  | 7  | 7  | 7  |

#### Resultados
|  | Everest          | 2 - 0 | Don Café        |  | Alejandro Ponce Noboa        | 16 de mayo | 09:00 |
|  | Guayaquil F.C.   | 1 - 1 | FedeGuayas      |  | Alejandro Ponce Noboa        | 16 de mayo | 13:00 |
|  | C.D. Sur y Norte | 1 - 5 | Calvi F.C.      |  | Complejo AsoGuayas Cancha #1 | 16 de mayo | 13:00 |
|  | Libre:           | -     | Rocafuerte F.C. |  | -----                        | -----      | ----- |

|  | FedeGuayas | 3 - 0 | Everest          |  | Los Daulis                   | 20 de mayo | 10:00 |
|  | Calvi F.C. | 1 - 3 | Rocafuerte F.C.  |  | Alejandro Ponce Noboa        | 20 de mayo | 13:00 |
|  | Don Café   | 1 - 0 | C.D. Sur y Norte |  | Complejo AsoGuayas Cancha #3 | 20 de mayo | 13:00 |
|  | Libre:     | -     | Guayaquil F.C.   |  | -----                        | -----      | ----- |

|  | Rocafuerte F.C.  | 9 - 0 | Don Café       |  | Complejo AsoGuayas Cancha #1 | 24 de mayo | 09:00 |
|  | C.D. Sur y Norte | 0 - 7 | FedeGuayas     |  | Alejandro Ponce Noboa        | 24 de mayo | 13:00 |
|  | Everest          | 2 - 0 | Guayaquil F.C. |  | Complejo AsoGuayas Cancha #3 | 24 de mayo | 13:00 |
|  | Libre:           | -     | Calvi F.C.     |  | -----                        | -----      | ----- |

|  | Don Café       | 0 - 4 | Calvi F.C.       |  | Complejo AsoGuayas Cancha #1 | 30 de mayo | 09:00 |
|  | Guayaquil F.C. | 9 - 1 | C.D. Sur y Norte |  | Universitario (UG)           | 30 de mayo | 13:00 |
|  | FedeGuayas     | 1 - 1 | Rocafuerte F.C.  |  | Los Daulis                   | 30 de mayo | 16:00 |
|  | Libre:         | -     | Everest          |  | -----                        | -----      | ----- |

|  | Rocafuerte F.C.  | 5 - 1 | Guayaquil F.C. |  | Alejandro Ponce Noboa        | 3 de junio | 09:00 |
|  | C.D. Sur y Norte | 0 - 2 | Everest        |  | Complejo AsoGuayas Cancha #3 | 3 de junio | 13:00 |
|  | Calvi F.C.       | 0 - 0 | FedeGuayas     |  | Alejandro Ponce Noboa        | 3 de junio | 15:00 |
|  | Libre:           | -     | Don Café       |  | -----                        | -----      | ----- |

|  | Everest        | 0 - 4  | Rocafuerte F.C.  |  | Alejandro Ponce Noboa        | 7 de junio | 15:00 |
|  | Guayaquil F.C. | 2 - 1  | Calvi F.C.       |  | Complejo AsoGuayas Cancha #1 | 7 de junio | 15:00 |
|  | FedeGuayas     | 19 - 0 | Don Café         |  | Los Daulis                   | 7 de junio | 15:00 |
|  | Libre:         | -      | C.D. Sur y Norte |  | -----                        | -----      | ----- |

|  | Calvi F.C.      | 3 - 9  | Everest          |  | Complejo AsoGuayas Cancha #3 | 14 de junio    | 11:00 |
|  | Rocafuerte F.C. | 17 - 0 | C.D. Sur y Norte |  | Holcim Arena                 | 14 de junio    | 11:00 |
|  | Don Café        | -      | Guayaquil F.C.   |  | - - - -                      | No se programó | --:-- |
|  | Libre:          | -      | FedeGuayas       |  | -----                        | -----          | ----- |

### Grupo 3

#### Clasificación
|  |    | Equipo                 | PJ | PG | PE | PP | GF | GC  | DG   | PTS |
|  | -- | ---------------------- | -- | -- | -- | -- | -- | --- | ---- | --- |
|  | 1. | Norte América          | 7  | 6  | 1  | 0  | 28 | 3   | +25  | 19  |
|  | 2. | C.S. Patria            | 7  | 5  | 2  | 0  | 53 | 2   | +51  | 17  |
|  | 3. | Atlético Milagro       | 7  | 4  | 0  | 3  | 20 | 7   | +13  | 12  |
|  | 4. | A.D. Naval             | 7  | 3  | 1  | 3  | 41 | 12  | +29  | 10  |
|  | 5. | Banife                 | 7  | 3  | 0  | 4  | 33 | 21  | +12  | 9   |
|  | 6. | Estudiantes del Guayas | 6  | 3  | 0  | 3  | 15 | 9   | +6   | 9   |
|  | 7. | Liga de Guayaquil      | 6  | 1  | 0  | 5  | 11 | 40  | -29  | 3   |
|  | 8. | Panamá S.C.            | 7  | 0  | 0  | 7  | 4  | 111 | -107 | 0   |

|  | Clasificado a la Segunda etapa |

#### Evolución de la clasificación
| Equipo / Jornada       | 01 | 02 | 03 | 04 | 05 | 06 | 07 |
| ---------------------- | -- | -- | -- | -- | -- | -- | -- |
| Norte América          | 3  | 2  | 1  | 1  | 2  | 1  | 1  |
| C.S. Patria            | 2  | 3  | 2  | 2  | 1  | 2  | 2  |
| Atlético Milagro       | 1  | 4  | 5  | 3  | 5  | 5  | 3  |
| A.D. Naval             | 5  | 6  | 6  | 4  | 3  | 3  | 4  |
| Banife                 | 7  | 5  | 4  | 6  | 6  | 4  | 5  |
| Estudiantes del Guayas | 4  | 1  | 3  | 5  | 4  | 6  | 6  |
| Liga de Guayaquil      | 6  | 7  | 7  | 7  | 7  | 7  | 7  |
| Panamá S.C.            | 8  | 8  | 8  | 8  | 8  | 8  | 8  |

#### Resultados
|  | A.D. Naval        | 0 - 2  | Estudiantes del Guayas |  | Complejo AsoGuayas Cancha #1 | 16 de mayo | 09:00 |
|  | Liga de Guayaquil | 0 - 5  | Norte América          |  | Universitario (UG)           | 16 de mayo | 09:00 |
|  | Panamá S.C.       | 0 - 11 | Atlético Milagro       |  | Complejo AsoGuayas Cancha #3 | 16 de mayo | 13:00 |
|  | Banife            | 0 - 6  | C.S. Patria            |  | Los Daulis                   | 17 de mayo | 15:30 |

|  | Liga de Guayaquil      | 0 - 8  | Banife      |  | Universitario (UG)           | 20 de mayo | 09:00 |
|  | Estudiantes del Guayas | 10 - 0 | Panamá S.C. |  | Alejandro Ponce Noboa        | 20 de mayo | 09:00 |
|  | Norte América          | 4 - 0  | A.D. Naval  |  | Complejo AsoGuayas Cancha #2 | 20 de mayo | 09:00 |
|  | Atlético Milagro       | 1 - 2  | C.S. Patria |  | Complejo AsoGuayas Cancha #1 | 20 de mayo | 13:00 |

|  | C.S. Patria | 4 - 0  | Estudiantes del Guayas |  | Samborondón Arena            | 23 de mayo | 16:00 |
|  | A.D. Naval  | 14 - 4 | Liga de Guayaquil      |  | Alejandro Ponce Noboa        | 24 de mayo | 09:00 |
|  | Panamá S.C. | 0 - 10 | Norte América          |  | Complejo AsoGuayas Cancha #2 | 24 de mayo | 13:00 |
|  | Banife      | 2 - 1  | Atlético Milagro       |  | Los Daulis                   | 24 de mayo | 15:30 |

|  | Estudiantes del Guayas | 1 - 3 | Atlético Milagro |  | Complejo AsoGuayas Cancha #2 | 30 de mayo | 09:00 |
|  | Liga de Guayaquil      | 6 - 1 | Panamá S.C.      |  | Universitario (UG)           | 30 de mayo | 09:00 |
|  | A.D. Naval             | 5 - 1 | Banife           |  | Complejo AsoGuayas Cancha #2 | 30 de mayo | 13:00 |
|  | Norte América          | 1 - 1 | C.S. Patria      |  | Complejo AsoGuayas Cancha #3 | 30 de mayo | 13:00 |

|  | Panamá S.C.      | 0 - 22 | A.D. Naval             |  | Complejo AsoGuayas Cancha #3 | 3 de junio | 09:00 |
|  | Banife           | 0 - 1  | Estudiantes del Guayas |  | Los Daulis                   | 3 de junio | 16:00 |
|  | C.S. Patria      | 9 - 0  | Liga de Guayaquil      |  | Samborondón Arena            | 3 de junio | 16:00 |
|  | Atlético Milagro | 0 - 1  | Norte América          |  | Los Chirijos                 | 3 de junio | 20:00 |

|  | Norte América     | 2 - 1  | Estudiantes del Guayas |  | Alejandro Ponce Noboa        | 7 de junio | 11:00 |
|  | Liga de Guayaquil | 1 - 3  | Atlético Milagro       |  | Complejo AsoGuayas Cancha #1 | 7 de junio | 11:00 |
|  | A.D. Naval        | 0 - 0  | C.S. Patria            |  | Complejo AsoGuayas Cancha #2 | 7 de junio | 11:00 |
|  | Panamá S.C.       | 3 - 21 | Banife                 |  | Complejo AsoGuayas Cancha #3 | 7 de junio | 11:00 |

|  | Banife                 | 1 - 5  | Norte América     |  | Los Daulis        | 14 de junio    | 15:00 |
|  | Atlético Milagro       | 1 - 0  | A.D. Naval        |  | Los Chirijos      | 14 de junio    | 15:00 |
|  | C.S. Patria            | 31 - 0 | Panamá S.C.       |  | Samborondón Arena | 14 de junio    | 15:00 |
|  | Estudiantes del Guayas | -      | Liga de Guayaquil |  | - - - -           | No se programó | --:-- |

## Segunda fase

### Grupo 1

#### Clasificación
|  |    | Equipo                 | PJ | PG | PE | PP | GF | GC | DG | PTS |
|  | -- | ---------------------- | -- | -- | -- | -- | -- | -- | -- | --- |
|  | 1. | Norte América          | 4  | 2  | 1  | 1  | 7  | 6  | +1 | 7   |
|  | 2. | Academia Alfaro Moreno | 4  | 2  | 0  | 2  | 6  | 6  | 0  | 6   |
|  | 3. | FedeGuayas             | 4  | 1  | 1  | 2  | 4  | 5  | -1 | 4   |

|  | Clasificado a los zonales de Segunda Categoría 2015 y a la final del torneo. |

#### Evolución de la clasificación
| Equipo / Jornada       | 01 | 02 | 03 | 04 | 05 | 06 |
| ---------------------- | -- | -- | -- | -- | -- | -- |
| Norte América          | 3  | 3  | 3  | 2  | 3  | 1  |
| Academia Alfaro Moreno | 1  | 1  | 1  | 3  | 1  | 2  |
| FedeGuayas             | 2  | 2  | 2  | 1  | 2  | 3  |

#### Resultados
|  | Norte América | 1 - 4 | Academia Alfaro Moreno |  | Alejandro Ponce Noboa | 20 de junio | 09:00 |
|  | Libre:        | -     | FedeGuayas             |  | -----                 | -----       | ----- |

|  | Academia Alfaro Moreno | 1 - 2 | FedeGuayas    |  | Alejandro Ponce Noboa | 24 de junio | 09:00 |
|  | Libre:                 | -     | Norte América |  | -----                 | -----       | ----- |

|  | FedeGuayas | 0 - 1 | Norte América          |  | Los Daulis | 28 de junio | 15:00 |
|  | Libre:     | -     | Academia Alfaro Moreno |  | -----      | -----       | ----- |

|  | Norte América | 2 - 2 | FedeGuayas             |  | Alejandro Ponce Noboa | 4 de julio | 09:00 |
|  | Libre:        | -     | Academia Alfaro Moreno |  | -----                 | -----      | ----- |

|  | FedeGuayas | 0 - 1 | Academia Alfaro Moreno |  | Los Daulis | 8 de julio | 10:00 |
|  | Libre:     | -     | Norte América          |  | -----      | -----      | ----- |

|  | Academia Alfaro Moreno | 0 - 3 | Norte América |  | Alejandro Ponce Noboa | 12 de julio | 09:00 |
|  | Libre:                 | -     | FedeGuayas    |  | -----                 | -----       | ----- |

### Grupo 2

#### Clasificación
|  |    | Equipo          | PJ | PG | PE | PP | GF | GC | DG | PTS |
|  | -- | --------------- | -- | -- | -- | -- | -- | -- | -- | --- |
|  | 1. | Guayaquil Sport | 4  | 2  | 2  | 0  | 5  | 1  | +4 | 8   |
|  | 2. | C.S. Patria     | 4  | 0  | 3  | 1  | 1  | 2  | -1 | 3   |
|  | 3. | Rocafuerte F.C. | 4  | 0  | 3  | 1  | 2  | 5  | -3 | 3   |

|  | Clasificado a los zonales de Segunda Categoría 2015 y a la final del torneo. |

#### Evolución de la clasificación
| Equipo / Jornada | 01 | 02 | 03 | 04 | 05 | 06 |
| ---------------- | -- | -- | -- | -- | -- | -- |
| Guayaquil Sport  | 2  | 1  | 2  | 3  | 1  | 1  |
| C.S. Patria      | 3  | 3  | 3  | 2  | 3  | 2  |
| Rocafuerte F.C.  | 1  | 2  | 1  | 1  | 2  | 3  |

#### Resultados
|  | Rocafuerte F.C. | 1 - 1 | Guayaquil Sport |  | Holcim Arena | 20 de junio | 09:00 |
|  | Libre:          | -     | C.S. Patria     |  | -----        | -----       | ----- |

|  | Guayaquil Sport | 0 - 0 | C.S. Patria     |  | Alejandro Ponce Noboa | 24 de junio | 11:00 |
|  | Libre:          | -     | Rocafuerte F.C. |  | -----                 | -----       | ----- |

|  | C.S. Patria | 1 - 1 | Rocafuerte F.C. |  | Samborondón Arena | 27 de junio | 16:00 |
|  | Libre:      | -     | Guayaquil Sport |  | -----             | -----       | ----- |

|  | Rocafuerte F.C. | 0 - 0 | C.S. Patria     |  | Holcim Arena | 4 de julio | 09:00 |
|  | Libre:          | -     | Guayaquil Sport |  | -----        | -----      | ----- |

|  | C.S. Patria | 0 - 1 | Guayaquil Sport |  | Samborondón Arena | 8 de julio | 16:00 |
|  | Libre:      | -     | Rocafuerte F.C. |  | -----             | -----      | ----- |

|  | Guayaquil Sport | 3 - 0 | Rocafuerte F.C. |  | Alejandro Ponce Noboa | 12 de julio | 13:00 |
|  | Libre:          | -     | C.S. Patria     |  | -----                 | -----       | ----- |

## Final
| 19 de julio de 2015, 11:45 | Guayaquil Sport | 0:1 (0:0) | Norte América | Estadio Alejandro Ponce Noboa, Guayaquil |             |
|                            |                 |           | Anotado       | Árbitro(s):                              | Árbitro(s): |

## Campeón
| |
| Club Sport Norte América 5.to Título Clasifica a los zonales de la Segunda Categoría 2015 - También clasifica Guayaquil Sport Club como Vicecampeón. |